# Crixo
Crixo o Crisso (in latino: Crixus; Gallia, ... – Gargano, 72 a.C.) è stato un militare gallico, nonché comandante della ribellione degli schiavi durante la terza guerra servile assieme a Spartaco, Enomao, Gannico e Casto.
Di origini galliche (il suo nome in celtico significa "dai capelli ricci"), fu fatto schiavo alcuni anni prima della rivolta dai Romani, che sconfissero gli Allobrogi, per cui combatteva. Come molti suoi compagni, Crixo si allenò per diventare gladiatore nella scuola di Capua di proprietà di Lentulo Batiato.
In alcuni dei primi scontri con l'esercito romano, la sua compagnia di gladiatori celti cambiò tipologia di combattimenti, attaccando le parti esposte all'esercito servile, ritenute i punti deboli.
Inizialmente l'esercito degli schiavi ottenne vari successi, sconfiggendo l'esercito senatorio inviato per sopprimere la rivolta.
Tuttavia Crixo si separò da Spartaco verso la fine di quell'anno; Spartaco infatti voleva raggiungere le terre d'origine degli schiavi in Gallia e nei Balcani, mentre Crixo aveva intenzione di saccheggiare l'Italia meridionale.
Nella primavera del 72 a.C. uno dei due consoli inviati a reprimere la ribellione, Lucio Gellio Publicola, raggiunse Crixo e i suoi uomini, per lo più Celti e capi tribù germanici, sul Monte Gargano nella regione dell'Apulia. Nella battaglia che ne seguì Crixo si servì della sua fanteria germanica per tentare di decimare i romani prima di dare il via libera ai suoi gladiatori d'élite. I suoi lottatori germanici furono tuttavia sbaragliati e Crixo fu costretto a mettere in atto una strategia difensiva che si rivelò inefficace: Crixo fu ucciso e i suoi 30000 soldati sconfitti.
Alla maniera degli aristocratici romani, Spartaco onorò la memoria dell'ex-gladiatore con giochi funebri nei quali 300 prigionieri di guerra romani furono costretti a combattere sino alla morte come i gladiatori.

### Fonti antiche
- Appiano, Bellum Civile 1.116
- Tito Livio, Perochiae 96 Archiviato il 19 luglio 2017 in Internet Archive.
- Floro, Epitome 2.8.20  Archiviato il 28 giugno 2011 in Internet Archive.
- Sallustio, Fragmenta Historiarum 3